# Перикъл (пиеса)
„Перикъл“ (оригиналното заглавие е „Pericles, Prince of Tyre“ – „Перикъл, тирски принц“) е романс на Уилям Шекспир. Тъй като има съмнения за авторството, „Перикъл“ не е включен в „Първото фолио“. Драмата е публикувана в Англия през 1609 г.
Съдейки по броя на отделните издания, които е претърпяла преди това, драмата е била една от най-популярните пиеси на Шекспир по това време, надмината само от „Ричард III“ и първата част на „Хенри IV“. 

## Съмнения за авторството
Съвременните редактори като цяло се съгласяват, че Шекспир е автор на половината от пиесата – 827 реда – основната част след сцена 9, която следва историята на Перикъл и Марина. Съвременните текстологични проучвания показват, че първите два акта от 835 реда, описващи подробно многото пътешествия на Перикъл, са написани от сътрудник и се предполага, че това е бил драматургът Джордж Уилкинс. 

## Жанр
„Перикъл“ е романс. Това е жанр, в който има фантастични елементи и персонажи като феи и вещици. Интигата е объркана, случват се големи обрати, характерни за трагедиите, но накрая завършва щастливо.
Шекспир се обръща към романса в късното си творчество. „Перикъл“ е първата му творба от този жанр, а другите са „Цимбелин“ (1610 г.), „Зимна приказка“ (1611) и „Бурята“ (1612).

## Произход на сюжета
Сюжетът на „Перикъл“ е взет от повестта „Аполоний Тирски“ – единственият елинистически роман, запазен за Западна Европа през средните векове. Най-известната форма на тази повест в Англия е била преработката на Чосър – Джон Гауър (1330 – 1408 г.), когото Шекспир използва в пиесата си като разказвач, свързващ отделните епизоди и предаващ в съкратена форма някои от по-маловажните ѝ моменти.

## Действащи лица
Гауер – в ролята на Хор
Антиох – цар на Антиохия
Перикъл – цар на Тир
Хеликан, Ескан – тирски сановници
Симонид – цар на Пентаполис
Клеон – управител на Тарс
Лизимах – управител на Митилин
Церимон – ефески знатен гражданин
Талярд – антиохски знатен гражданин
Филемон – слуга на Церимон
Леонин – слуга на Диониза
Маршал
Сводник
Резето – негов слуга
Дъщерята на Антиох
Диониза – съпруга на Клеон
Таиса – дъщеря на Симонид
Марина – дъщеря на Перикъл и Таиса
Лихорида – дойка на Марина
Сводница
Диана
Сановници, дами, рицари, знатни граждани, моряци, пирати, рибари и вестители.
Място на действието – различни страни.

## Сюжет и структура

### Първо действие
Място: пред двореца на Антиох
Персонажи: Гауер
Джон Гауер влиза в ролята на хор и разказва за цар Антиох, който е съградил град Антиохия. След смъртта на жена си той започнал кръвосмесителна връзка с дъщеря си. Хубостта на дъщеря му била известна по цялата земя и имало много кандидати за ръката ѝ. За да я запази за себе си, цар Антиох измислил загадка и казал, че който успее да я разгадае ще се ожени за дъщеря му, но ако не успее ще бъде обезглавен.
„Поука крие тя голяма,
а за доброто старост няма
и ако мойте вехти рими
са за вкуса ви нов търпими
и може старец беловласи
да ви зарадва с повестта си,
живот бих искал, та със нея
за вас до края да изтлея.“
- Гауер
Първа сцена
Място: пред двореца на Антиох
Персонажи: Антиох, Перикъл, дъщерята на Антиох, Талярд, Вестител
Перикъл, цар на Тир, получава следната загадка, която трябва да разбули, за да се ожени за царската дъщеря:
„Не съм змия, но в своя път
аз майчина прояждам плът.
Подирих другаде съпруг,
намерих го до мене тук.
Как може син, баща и мъж
да бъдат в него наведнъж,
а майка, щерка и жена
да са събрани в мен една?
Дай отговор на таз задача
или готви се за палача!"
Перикъл веднага разбира, че става въпрос за кръвосмешение между Антиох и дъщеря му, но за да запази главата си казва на царя, че ще е по-разумно греховете на царете да не се разпространяват и да не се порицават, както никой не би посмял да упрекне Зевс. Антиох разбира, че Перикъл е разгадал тайната му, но за да не я разпространи му казва, че му дава срок от 40 дни да я разгадае, а през това време го кани на гости в двореца, като всъщност иска да го убие, за да се опази от позор. Антиох нарежда на Талярд да убие Перикъл, но тогава се появява вестител, който съобщава, че Перикъл е избягал. Царят изпраща Талярд по петите му.
„Тоз, който тъне в мрака на разврата,
гаси със всички средства светлината
и гдето е сластта, смъртта е там,
неотделима като дим от плам!"
- Перикъл
Втора сцена
Място: Дворецът на Перикъл в Тир.
Персонажи: Перикъл, първи сановник, втори сановник, Хеликан
Перикъл е меланхоличен и много изплашен за царството си, защото знае, че Антиох ще го нападне. Перикъл оценява това, че Хеликан не го ласкае, а му казва истината в очите и е способен да го укори. След като изслушва историята му, Хеликан предлага на Перикъл да замине и да остави царството в негови ръце, като обещава винаги да му е верен. Перикъл тръгва за Тарс.
„(…) Какво съм аз?
Корона на дърво, която трябва
да брани корена, от който смуче
живота си. Страхът за този корен
болезнено пронизва мойта гръд,
преди със меч да стори туй врагът!“
- Перикъл
Трета сцена
Място: Тир, пред двореца на Перикъл
Персонажи: Талярд, Хеликан, Ескан и други сановници
Талярд пристига в Тир, за да убие Перикъл, но научава, че той е отпътувал по море. Това го успокоява, защото мисли, че Перикъл ще умре в морето. Хеликан кани Талярд на пир.
„Разбирам, че е бил мъдър и опитен оня, който, запитан от царя каква милост иска, отговорил, че иска само царят да не му казва тайните си.“
- Талярд
Четвърта сцена
Място: Тарс
Персонажи: Клеон, Диониза, сановник, Перикъл, свита
Клеон, управител на Тарс, и съпругата му Диониза оплакват участта на града си. Преди той е изобилствал, а сега хората гладуват. Сановник съобщава, че към града се е насочил флот с бели флагове. Перикъл, водачът на флота, обявява, че в корабите има жито, с което иска да нахрани гладуващия народ на Тарс, като в замяна иска само дружба и подслон. Клеон и другите го приемат като спасител и му оказват гостоприемство.
„Съпруже, който с пръст запълва яма,
до нея изкопава по-голяма;
със скърбите ни същото се случва —
тъй както храстът, кастрен, по расте,
потискани, по-буйни стават те!“
- Диониза

### Второ действие
Персонажи: Гауер
Перикъл тръгва към Тарс, но буря разбива кораба му и той е единствения оцелял. Достига бряг и се спасява.
„Видяхте сред царе как може
един да спи в развратно ложе,
а друг човечно да протяга
към ближния десница блага.“
- Гауер
Първа сцена
Място: Пентаполис
Персонажи: Перикъл, трима рибари
Перикъл попада в Пентаполис, където царува Добрият Симонид. От весели рибари той разбира, че царската дъщеря има рожден ден на следващия ден и от всички краища на света са пристигнали кандидати за нейната ръка. Рибарите хващат в мрежата си доспехите на Перикъл и той решава да опита да спечели ръката на царската дъщеря, като се представя за незнаен рицар.
„Вземи някой от днешните алчни богаташи – не ти ли прилича на кит, който си играе да гони пред себе си стадото от дребни рибки, докато накрая ги глътне на един залък. Чувал съм за някои сухоземни китове, дето не си затварят лакомата паст, докато не лапнат цяла енория с черковата ѝ, камбанарията, камбаните и всичко друго!“
- Първи рибар
Втора сцена
Място: Пентаполис, дворецът на Симонид
Персонажи: Симонид, сановници, Таиса
Рицарите минават пред Симонид и дъщеря му Таиса с щитовете си, на които има изобразени емблеми и девизи. Перикъл също минава и хората разбират, че той е беден рицар чужденец.
„Тъй съдят за духа по външността
умът припрян и бързата уста.“
- Симонид
Трета сцена
Място: Пентаполис, зала в двореца.
Персонажи: Симонид, Таиса, Перикъл, маршал, сановници, дами, рицари, участвали в турнира, и Свита.
Таиса обявява Перикъл за цар на пира и заедно с другите рицари пируват. Симонид и Таиса разбират, че Перикъл е от знатен тирски род и е корабокруширал тук.
„Да, времето, уви, е цар над всички,
то люлка наша е и гроб ни става
и туй, което ще, това ни дава!“
- Перикъл
Четвърта сцена
Място: Тир
Персонажи: Хеликан, Ескан, трима сановници
Хеликан съобщава, че боговете са наказали Антиох и дъщеря му заради греха им – по време на пътуване ги поразил гръм и те умрели. Идват сановниците и искат или да върнат Перикъл на власт, или да почетат смъртта му и да изберат Хеликан за нов цар. Хеликан праща сановниците да търсят Перикъл.
„Ръка в ръка! Не рухва таз държава,
в която знатните са в спойка здрава!“
- Хеликан
Пета сцена
Място: Пентаполис, дворецът на Симонид
Персонажи: Симонид, рицари, Таиса, Перикъл
Симонид съобщава на рицарите, че Таиса е решила да отложи стъпването в брак с една година. Всъщност Таиса е оставила писмо на баща си, в което казва, че иска да се омъжи за Перикъл и царят е доволен от това решение. Тъй като дъщеря му и Перикъл се обичат, Симонид решава да ги венчае веднага, като е възхитен от тяхната храброст.
„Делата ми са благородни, както
са мислите ми чисти откъм низост.
Тук дойдох като воин на честта,
а не като бунтовник срещу нея
и на невярващия с меча свой
ще потвърдя, че неин враг е той!“
- Перикъл към царя след като царят го обвинява, че е запленил Таиса с магия

### Трето действие
Персонажи: Гауер
Гауер съобщава, че Таиса е бременна и е дошло известие от Тир. Перикъл, Таиса и дойката Лихорида заминават за Тир, за да може Перикъл отново да бъде цар. Но се развихря морска буря и Таиса получава родилни болки.
„достатъчно е всеки само
да види тук море голямо
и взел за палуба таз сцена,
сред разярената вселена
ще чуй Перикъл как зове
море, небе и богове“
- Гауер
Първа сцена
Място: палуба на кораб
Персонажи: Перикъл, Лихорида, моряци
Таиса ражд момиче, но умираи Перикъл е съкрушен. Моряците предлагат на Перикъл да хвърлят тялото на царицата в морето, за да успокоят вълните. Царят се съгласява и нарежда преди да продължат към Тир да спрат в Тарс, където ще остави детето на грижите на Клеон.
„Висши богове,
защо ни одарявате, а после,
когато дарът ни е станал скъп,
обратно си го взимате? Тук долу
дареното дарено е – от вас
по-честни сме ний, смъртните!“
- Перикъл
Втора сцена
Място: Ефес, в дома на Церимон, граждани
Персонажи: Циремон, чужд слуга и бедняк
Ковчегът на Таиса е изхвърлен на брега на Ефес, където царува Церимон, който е лечител. Той успява да я съживи.
„у хората аз винаги ценял съм
учеността и личните достойнства
над сана и богатството, които
безгрижният наследник може бързо
да пръсне и натика във калта“
- Церимон
Трета сцена
Място: Тарс
Персонажи: Перикъл, Клеон, Диониза и Лихорида, носеща малката Марина
Перикъл поверява дъщеря си на Клеон, който обещава, че тя ще получи най-доброто възпитание. Перикъл заминава към Тир.
„Стрелите на Фортуна,
макар на теб да носят смърт направо,
отскачат и към нас и ни раняват
болезнено!“
- Клеон
Четвърта сцена
Място: Ефес
Персонажи: Церимон и Таиса
Таиса скърби, защото повече няма да види Перикъл и решава да се оттегли в храма на Диана.
„ (...) Зная, няма
да видя вече своя мил Перикъл
и затова в одежда на весталка
до гроба си без радост ще живея!”
- Таиса

### Четвърто действие
Персонажи: Гауер
Перикъл царсва в Тир, а Таиса е жрица на Диана. Марина пораства и става прекрасна девойка, а дъщерята на Клеон и Диониза, Филотена, ѝ завижда. Лихорида умира и Диониза решава да убие Марина, за да няма по-красиво момиче от дъщеря ѝ.
„Но първо помогнете вие
на куция ми стих да вземе
на гръб крилатото ни Време
и отнесе го там, където
змията Диониза, ето,
говори тайно със един
злодей, наречен Леонин!“
- Гауер
Първа сцена
Място: Тарс, до морския бряг
Персонажи: Диониза, Леонин, Марина
Диониза кара Леонин да убие Марина. Двамата отиват на разходка, но преди Леонин да убие Марина се появяват пирати, които я отвличат. Леонин решава, че ще каже, че я е убил и хвърлил в морето.
„Аз нямам за задача
да размишлявам, а да изпълнявам!“
- Леонин
Втора сцена
Място: Митилин, пред публичен дом
Персонажи: сводникът, сводницата, Резето, пиратите, Марина
Пиратите продават Марина на сводниците и Резето, техният помощник, разгласява за нея сред развратниците.
„Додето нож, вода и огън има,
честта си ще опазя невредима!“
- Марина
Трета сцена
Място: Тарс
Персонажи: Клеон, Диониза
Клеон е покрусен и възмутен от греха, извършен от съпругта му. Той се чуди как ще кажат на Перикъл, че дъщеря му е мъртва, а Диониза твърди, че няма да има проблем стига той да не знае кой е виновен за смъртта на Марина.
„Ти приличаш
на харпия, която с лик на ангел
подмамва жертвата, за да я сграбчи
със нокти на орел!“
- Клеон
Четвърта сцена
Място: Тарс, пред паметника на Марина
Персонажи: Гауер
Клеон и Диониза показват на Перикъл паметникът на Марина. Той е разбит от мъка заради смъртта на дъщеря си, заминава и отново е в плен на вълните.
„Тъй в миг един скъсявахме години,
пресичахме без труд морета сини,
от град на град и от страна в страна
прескачахме безспир със цел една —
това на вас наслада да достави“
- Гауер
Пета сцена
Място: Митилин, пред публичния дом
Персонажи: двама граждани
Гражданите си говорят за това как е нечувано да се проповядва божия закон в публичен дом. И двамата се отказват от пътя на разврата.
„Жадувам всичко добродетелно и напускам завинаги пътя на разврата!“
- Първи гражданин
Шеста сцена
Място: Митилин, стая в публичния дом
Персонажи: сводникът, сводницата, Резето, Лизимах, Марина
Марина успява да запази девствеността си и след като я слушат, хората решават да загърбят пътя на греха. Лизимах си тръгва възхитен от начина ѝ на говорене и от нейното благочестие. Тя успява да убеди Резето да говори със сводниците, за да я направят учителка на момичета по шиене, пеене и други занаяти.
„Тя ще направи пуританин и дявола, ако той рече да се пазари с нея за целувка!“
- Сводницата

### Пето действие
Персонажи: Гауер
Марина учи момичетата да пеят, четат и шият, а сводницата взима парите, които девойката изкарва от това. Перикъл се е измъкнал от бурята и отива към Митилин.
„и ний ви молим с волния размах
на своята фантазия отново
да създадете кораб и море“
- Гауер

Първа сцена
Място: корабът на Перикъл край брега на Митилин
Персонажи: моряк от Тирс, Лизимах, Хеликан, митилински сановник, Перикъл, Марина, Диана
Лизимах се среща с Хеликан и Хеликан му казва, че царят е потънал в скръб, защото дъщеря му и жена му са мъртви. Перикъл вече не говори и е в ужасен вид. Викат Марина, надявайки се, че тя ще изтръгне някакви думи от устата му. Марина започва да разказва историята си – как скръбта я е завладяла, как Фортуна е била жестока с нея, как всъщност е от знатен род. Това прави впечатление на Перикъл и той вижда, че момичето много прилича на покойната му съпруга. Марина разказва историята си и тирският цар се убеждава, че тя е негова дъщеря. И двамата са изпълнени с неземна радост.
Появява се Диана и казва на Перикъл да отиде в храма ѝ в Ефес и да разкаже на всички за своите патила и за тези на детето си. Той тръгва към Ефес с Марина, екипажа си и Лизимах.
„(…) Ела
ти, даваща живот на оня, който
е дал живот на теб, ти, морско чедо,
погребано на суша и отново
възкръснало в морето! (…)“
- Перикъл към Марина
Втора сцена
Място: Ефес, храмът на Диана
Персонажи: Гауер говори, а Таиса, няколко жрици, Церимон и граждани на Ефес стоят пред олтара
Гауер разказва, че Перикъл е харесал Лизимах и му е дал ръката на Марина, но преди да се венчаят отиват в Ефес.
„(…) И тъй отново
в морето, този път готово
да му помага, плава царя.“
- Гауер
Трета сцена
Място: Ефес, храмът на Диана
Персонажи: Перикъл, Лизимах, Марина, Хеликан, Церимон, Таиса, Гауер
Перикъл говори за своя живот и за този на детето си. Таиса го познава и припада. Церимон му казва, че това е жена му. Перикъл и Таиса се познават и за допълнително доказателство служи пръстена, който бащата на Таиса е дал на мъжа ѝ.
Перикъл и Таиса решават венчавката на Марина и Лизимах да е в Пентаполис (дома на Таиса), където царят и царицата да доживеят живота си, а техната дъщеря и зет им – да царстват над Тир.
Гауер завършва драмата като казва на какво всеки герой е научил публиката и съобщава, че Клеон и Диониза са умрели при пожар в палата си.
„Макар за края им да чухте само,
узнахте в Антиох и дъщеря му
последствията на сластта какви са;
в Перикъл, във Марина и в Таиса
видяхте как накрая добротата
надвива над камшика на Съдбата;
във Хеликан чист образ бе показан
на преданост, незнаеща съблазън;
във Церимон – на ученост такава,
която се на ближния раздава“
- Гауер

## Датиране и анализ
Пиесата е публикувата в „Куарто“ от 1609 г., но е играна около 1607 г. и е била играна от театър “Глобус“.
Първият романс на Шекспир жъне необикновен успех, който вероятно се е дължал на това, че тя предлагала голямо разнообразие от силно емоционални моменти, много от елементите на дворцовите маски, за които се е говорело сред народа, шествия, танци, необичайно много музика, появата на божества и други подобни атракции.
В предговора към осмия том със събрани съчинения на Шекспир проф. Марко Минков казва, че главният проблем е мотивът на Шекспир да се занимае с толкова различна от предишните му работи тема. Критичен е към героинята Марина и казва, че авторът не е успял да ѝ „постоянна физиономия“, тъй като тя се държи ту много невинно, ту прекалено мъдро. „Перикъл“ се превърнал в изходна точка за по-нататъшната работа на Шекспир. 
Основен мотив е този за бурята, която сполита героите неведнъж. Морето е символ на пътя, на загубата, на препятствието и промяната. Но все пак то не носи само унищожение, защото Марина, дъщерята на Перикъл и Таиса, се ражда в морето и благодарение на пътуването си по море Перикъл успява отново да се срещне с жена си и дъщеря си.
Фантастичен елемент е появата на Диана, която нарежда на Перикъл да отиде в Ефес, като така, подобно на похвата deus ex machina, разрешава последния му проблем – загубата на жена му.
В пиесата се сблъскват крайната порочност, показана ни от Антиох и дъщеря му, и добродетелта, показана ни от Марина, която остава чиста въпреки препятствията.
Фабулата представя поредица от необикновени случки, като героите са оставени в ръцете на Фортуна, която им носи много страдания, но в крайна сметка накрая ги събира и наказва злосторниците.
Разпознаването се случва чрез външни белези, разказ за живота, но също така и значещи предмети като пръстена на Перикъл, подарен му от бащата на Таиса.
В романса могат да се видят барокови характеристики като смесване на жанра, стила и езика. Макар че главните герои са от висок произход, се появяват и ниски персонажи като моряци и селяни. Достатъчно е да се каже, че действието се развива в морето и публиката вече се пренася там.

## Поставяне на сцена и други адаптации
- Вероятно е играна е от 5 януари 1606 г. до 23 ноември 1608 г.
- Май 1619 г. в Уайтхол.
- 10 юни 1631 г. в театър „Глобус“.
- Джоун Роудс поставя пиесата в театър „Кокпит“ през 1660 г.
- Самюъл Фелпс я поставя в театър „Седлърс Уелс“ през 1854 г.
- Уолтър Нуджент Монк я поставя в театър Maddermarket през 1929 г.
- Тони Ричардсън поставя „Перикъл“ в Royal Shakespeare Theatre през 1958 г.
- Тери Хендс – 1969 г. в Стратфорд.
- Рон Даниелс – 1979 г. в The Other Place, Център за сценични изкуства в Стратфорд на Ейвън, Англия.
- Пиесата е включена в колекцията на Шекспир на BBC (BBC Television Shakespeare) и за първи път е пусната на 8 декември 1984 г.
- Дейвид Такър – 1989 г. в театър The Swan.
- Питър Селарс – 1983 г. в Бостън.
- Филида Лойд – 1994 г. в Кралския национален театър.
- Ейдриън Ноубъл – 2002 г. в Roundhouse.
- Мери Цимерман – в Shakespeare Theatre Company във Вашингтон през 2004 – 05 г.
- The Hudson Shakespeare Company в Ню Джърси поставя пиесата, като я разделя на 2 продукции. Едната я режисира Jon Ciccarelli (2006), а другата – Noelle Fair (2014)
- Джозеф Хадж режисира няколко продукции на „Перикъл“ от 2008 до 2016 г.
- Доминик Дромгул – 2015 г. в Shakespeare's Globe.
- През 2016 г. Джозеф Хадж в сътрудничество с Фестивала на Шекспир в Орегон поставя „Перикъл“ в Guthrie Theater. Хадж вярва, че пиесата е изцяло написана от Шекспир и я нарича „зряла“.
- Има четири важни продукции на „Перикъл“ на Стратфордския фестивал в Стратфорд, Канада. Едната е от 1973 г. и е режисирана от Джийн Гаскон, втората е от 1988 г., режисирана от Ричард Узуниан, третата – от 2003 г., режисирана от Леон Рубин. Последната е то 2015 г. и неин режисьор е Скот Уентуърт.
- Тревър Нън – 2016 г. в Ню Йорк (The Theatre For a New Audience in New York City).
- BBC продуцира две радио адаптации: една от 2005 г. и една от 2017 г.